# Luc Varenne
Luc baron Varenne, geboren als Alphonse Tetaert (Doornik, 8 februari 1914 - Ukkel, 30 april 2002) was een sportjournalist van de Belgische Franstalige radiozender RTBF.

## Levensloop

### Jeugd en Vreemdelingenlegioen
Alphonse Tetaert was de zoon van een metaalarbeider en volgde het middelbaar onderwijs aan het jezuïetencollege van zijn geboortestad Doornik. Daarna werd hij onderwijzer.
Na het zien van de film Le Grand Jeu ging Tetaert in 1938 op 24-jarige leeftijd bij het Frans Vreemdelingenlegioen en vocht tegen het Afrikakorps van Rommel in Tunesië. Hij klom er op tot sergeant. Na de capitulatie van het Afrikakorps in 1943 nam hij op 20 mei deel aan het grote défilé in Algiers dat door generaal Eisenhower werd aanschouwd. Omdat hij geblesseerd was geraakt, nam hij onmiddellijk daarna de boot naar Engeland.

### Radio in Londen
Eerder bij toeval kwam Tetaert op de Belgische radio terecht. Voor het inschepen kreeg hij een brief mee die hij in Londen persoonlijk diende af te geven. Deze persoon bleek te werken voor de Belgische Nationale Radio-Omroep die door de Belgische regering in ballingschap was opgericht. De welbespraakte Tetaert werd er door Théo Fleischman gevraagd om de uitzending van het programma Les Belges vous parlent de Londres op zich te nemen. In Londen leerde hij zijn vrouw, dochter van een Engelse vader en een Belgische moeder, kennen en net voor de bevrijding huwde hij ermee in de Britse hoofdstad.

### Sportjournalist
In januari 1945 keerde Tetaert terug naar Brussel en begon als reporter van de bezoeken van de generaals Eisenhower, Montgomery en De Gaulle. Vanwege zijn grote interesse in de sport werd hem al vlug gevraagd om voetbalwedstrijden te gaan verslaan. Omdat de naam Alphonse Tetaert niet mooi klonk als verslaggever koos hij voor het beter klinkende pseudoniem Luc Varenne. In 1948 versloeg Varenne zijn eerste Ronde van Frankrijk, een wielerwedstrijd die hij dertig maal volgde. Lange tijd was hij de enige sportverslaggever op de Franstalige radio en versloeg eveneens de belangrijkste wedstrijden in het boksen, het tennis, het basketbal, de atletiek. Verder volgde hij vier Olympische Spelen.
Varenne was bekend en geliefd omwille zijn vlugge en uitbundige stijl van verslaggeven waarin hij zijn emoties soms duidelijk liet blijken. Hij kon gemakkelijk 300 à 400 woorden per minuut halen waarvoor hij de bijnaam Le reporter mitraillette kreeg. Vele mensen keken naar de wedstrijd op televisie maar beluisterden zijn verslaggeving op de radio.
Hij startte in september 1945 met het programma Le quart d'heure du sport, het eerste informatieve programma op de radio buiten de nieuwsuitzendingen. Enkele jaren later creëerde hij het sportprogramma Dimanche sportif dat de volledige zondagnamiddag vulde. In 1977 won Varenne een Premio Ondas, een prestigieuze Spaanse televisie- en radioprijs. Zijn officieel afscheid van de radio werd op 21 januari 1979 gevierd in een avondvullende televisieshow die werd gepresenteerd door Léon Zitrone, op dat ogenblik een van de grote presentatoren in Frankrijk.
Nadat zijn familienaam in 1964 door een Koninklijk besluit officieel was gewijzigd van Tetaert naar Varenne en zijn voornaam in 1975 door een ander KB was gewijzigd van Alphonse naar Luc, verleende koning Albert II hem in 1999 de ridderstitel omwille van zijn pioniersrol en verdienste in de sportverslaggeving. Hij was eveneens commandeur in de Orde van Leopold II en ridder in de Kroonorde.
Luc Varenne was zeer populair. In 2005 eindigde hij op de 32e plaats op de Waalse lijst van nominaties voor de Grootste Belg die door de RTBF werd uitgezonden.

## Stade Luc Varenne
Het nieuwe voetbalstadion van fusieclub RFC Tournai, in zijn geboortestad Doornik draagt zijn naam. Varenne was een groot supporter van Racing Doornik en een tegenstander van de fusie tussen zijn ploeg en stadsgenoot US Doornik. Uit respect voor zijn wens werd de fusie pas na zijn dood afgerond. Het stadion werd in 2003 door zijn weduwe ingehuldigd.

## Enkele anekdotes
- Tijdens de finale van het wereldkampioenschap sprint in 1947 moest Varenne zijn uitzending onderbreken voor een geplande rechtstreekse toespraak van premier Paul-Henri Spaak. Varenne drukte zijn spijt uit dat hij de reportage diende te onderbreken waardoor Spaak op de valreep besloot zijn toespraak uit te stellen tot na de finale. Spaak merkte op dat hij vele kiezers zou verliezen indien hij Luc Varenne zou onderbreken. Het wachten werd beloond want "Poeske" Scherens werd voor de zevende maal wereldkampioen.
- In 1957 versloeg hij de Europese finale van de Davis Cup tussen Italië en België met Philippe Washer en Jacky Brichant die uiteindelijk door de Belgen werd gewonnen. Varenne ging zo op in het spel dat niemand hem in de Brusselse studio durfde of kon onderbreken. Alle nieuwsuitzendingen weken voor zijn verslag van de finale en uiteindelijk bleef hij gedurende meer dan vijf uur onafgebroken op antenne.
- Luc Varenne was een fervent supporter van Eddy Merckx. Toen Roger De Vlaeminck in de wielerwedstrijd Luik-Bastenaken-Luik van 1970 Merckx klopte in de spurt, kon Varenne een vloek tijdens zijn rechtstreekse verslaggeving niet onderdrukken.